# Provinz Oberschlesien

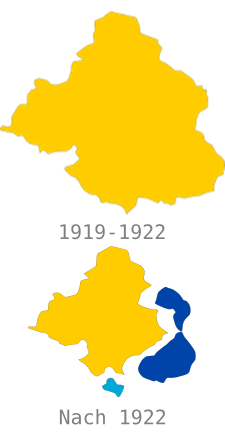
Teilung Oberschlesiens
Deutsches Reich
Polen
Tschechoslowakei

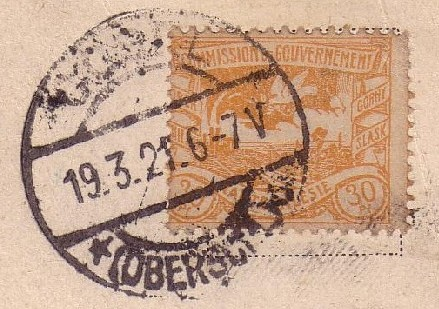
Briefmarke von Oberschlesien zur Volksabstimmung am 20. März 1921, abgestempelt am 19. März

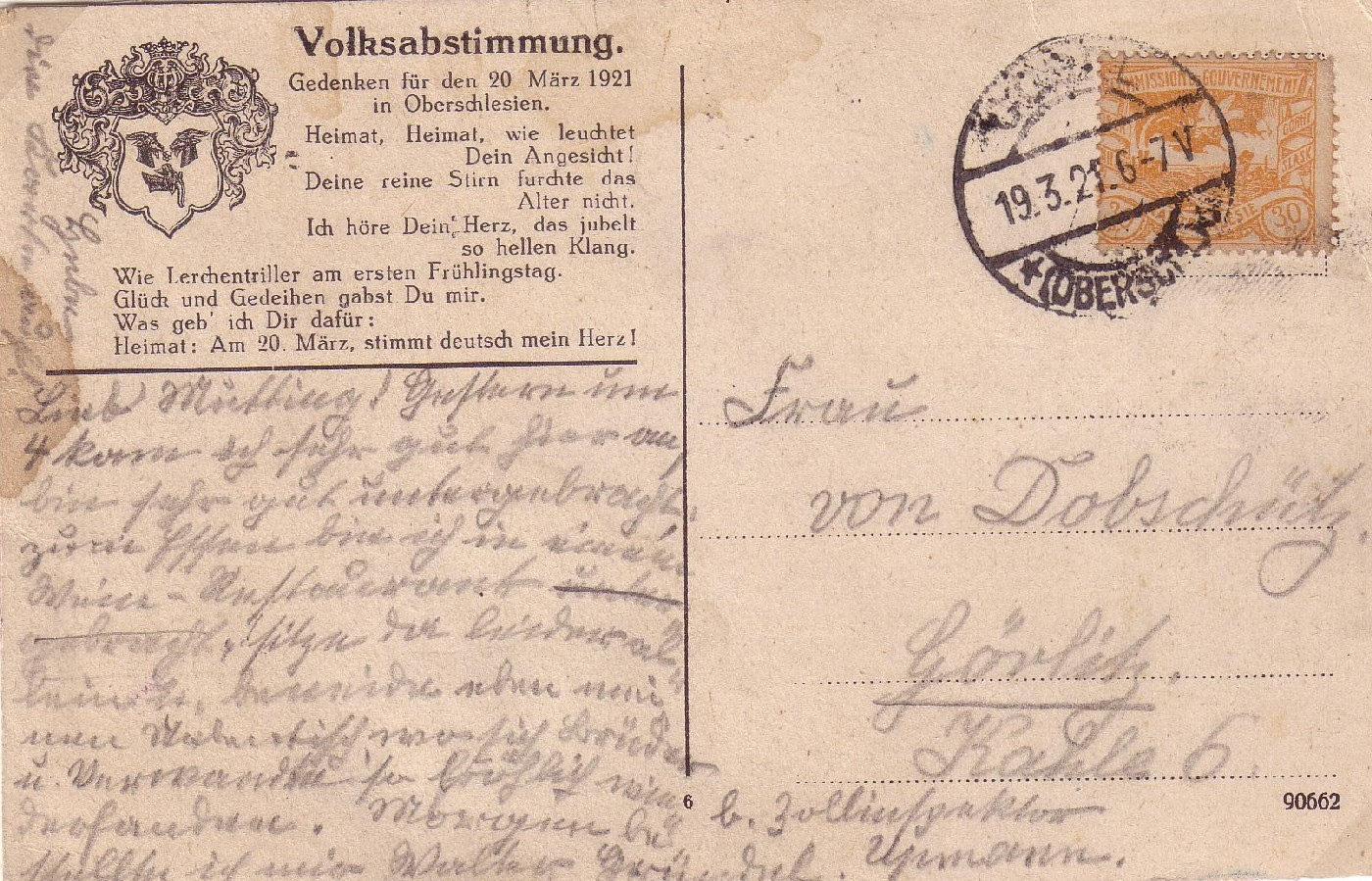
Postkarte zur Volksabstimmung in Oberschlesien

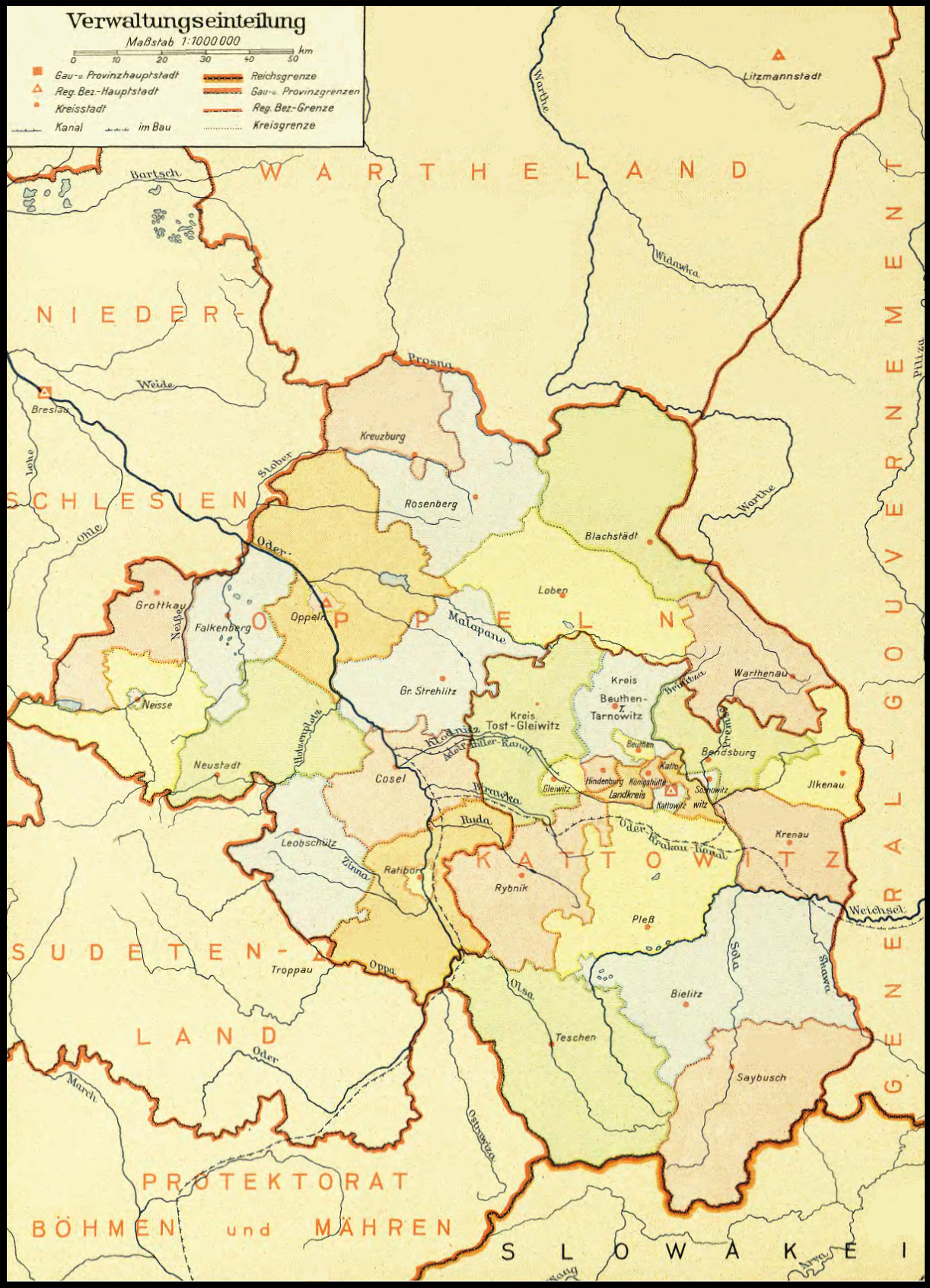
Regierungsbezirke und Kreise im Gau Oberschlesien (1943)

Die Provinz Oberschlesien entstand 1919 nach dem Ersten Weltkrieg im Freistaat Preußen durch Aufteilung der Provinz Schlesien in die beiden neuen Provinzen Niederschlesien (West- und Mittelteil) und Oberschlesien (östliches Drittel, Regierungsbezirk Oppeln). Nach der Volksabstimmung in Oberschlesien 1921 wurde der östliche Teil Oberschlesiens (Ostoberschlesien) mit dem größten Teil des Industriereviers an Polen abgetreten, wo es einen Teil der Autonomen Woiwodschaft Schlesien mit der Hauptstadt Kattowitz bildete. In der Zeit des Nationalsozialismus wurde die Selbstverwaltung Oberschlesiens sukzessive abgebaut, 1938 erfolgte wieder der Zusammenschluss mit Niederschlesien zur Provinz Schlesien.

## Geschichte
Zur Geschichte vor der Provinzgründung siehe Oberschlesien sowie Schlesien (Geschichte).

### Volksabstimmung und Teilung Oberschlesiens
Nach dem Ersten Weltkrieg sollten nach dem Versailler Vertrag Teile des Grenzverlaufs zwischen dem neugegründeten Polen und dem Deutschen Reich durch Volksabstimmungen geregelt werden. Im Vorfeld der Volksabstimmung in Oberschlesien beschloss die Preußische Nationalversammlung am 14. Oktober 1919 das am 8. November 1919 in Kraft getretene Gesetz, betreffend die Errichtung einer Provinz Oberschlesien. Die neue Provinz wurde aus dem bisherigen Regierungsbezirk Oppeln gebildet. Der verbliebene Teil Schlesiens (Regierungsbezirke Liegnitz und Breslau) bildete die neue Provinz Niederschlesien. Zwischen 1919 und 1921 kam es zu gewaltsamen Auseinandersetzungen (drei Aufstände in Oberschlesien) zwischen polnischen Einwohnern, die den Anschluss an Polen forderten, und deutschen Polizeieinheiten sowie Freikorps. Am Abstimmungstag 20. März 1921 stimmten (bei einer Wahlbeteiligung von 97,8 %) 707.554 Oberschlesier (59,6 %) für den Verbleib bei Deutschland, während 478.820 (40,4 %) für Polen votierten.
Im Mai 1921 erzielte der dritte Aufstand mit dem Ziel der kompletten Angliederung an Polen keinen Erfolg. Danach wurde der kleinere (29 %) Teil Oberschlesiens („Ost-Oberschlesien“), mit ihm aber der Großteil des Oberschlesischen Industriegebiets mit der Hälfte aller Hüttenwerke, einem Großteil der Kohle- und Eisenerzvorkommen und den wirtschaftlich bedeutenden Bergbauregionen, auf Beschluss des Völkerbundes am 10. Oktober 1921 Polen zugeschlagen. Die Teilung wurde am 15. Juli 1922 wirksam. Etwas mehr als zwei Drittel des Gebiets mit 54 % der Bevölkerung verblieben bei Deutschland. Die Städte und Industrieorte Königshütte, Kattowitz, Myslowitz, Laurahütte, Bismarckhütte, Schwientochlowitz, Lipine, Godullahütte, Morgenroth und Ruda wurden polnisch. Der Rest blieb bei Deutschland („West-Oberschlesien“). Ein Teil des Kreises Ratibor, das sogenannte Hultschiner Ländchen, war bereits mit Inkrafttreten des Versailler Vertrages am 10. Januar 1920 an die Tschechoslowakei abgetreten worden. Um die mit der Grenzziehung in diesem Wirtschaftsraum zwangsläufig verbundenen sozio-ökonomischen Kosten möglichst gering zu halten, wurde zwischen Berlin und Warschau ein auf 15 Jahre befristetes Übergangsabkommen, das sogenannte Genfer Abkommen, geschlossen. Dies sah einen jeweiligen Minderheitenschutz im polnisch gewordenen und deutsch gebliebenen Teil Oberschlesiens vor. Die Minderheiten hatten die Möglichkeit, Verstöße gegen das Abkommen direkt dem Völkerbund zu melden, was in der Folgezeit auch mehrfach geschah.

### Provinz Oberschlesien 1922 bis 1938
Am 3. September 1922 wurde im deutsch gebliebenen Teil Oberschlesiens eine Volksabstimmung durchgeführt, bei der über die Bildung eines eigenen Landes Oberschlesien im Deutschen Reich entschieden werden sollte. Dabei sprachen sich 91,1 % für den bisherigen Status quo, also den Verbleib Oberschlesiens im Freistaat Preußen aus. Die Wahlbeteiligung lag bei 79,4 %.
Kurz nach der Machtergreifung der Nationalsozialisten 1933 wurde das Amt des Oberpräsidenten Oberschlesiens in Personalunion auch vom Oberpräsidenten Niederschlesiens übernommen. Infolge der Bernheim-Petition und aufgrund des international garantierten Minderheitenschutzes fanden die antisemitischen Gesetze zwischen 1933 und 1937 in Oberschlesien zunächst keine Anwendung, wurden jedoch nach Auslaufen des Genfer Abkommens am 15. Juni 1937 auch dort in Kraft gesetzt. Zum 1. April 1938 wurden die Provinzen Oberschlesien und Niederschlesien wieder zur Provinz Schlesien zusammengeschlossen und Oberschlesien wieder zum Regierungsbezirk Oppeln herabgestuft.

### Entwicklung nach 1938
Von 1938 bis 1941 war Oberschlesien Teil der Provinz Schlesien. Von 1941 bis zum Kriegsende 1945 wurde wieder eine Provinz Oberschlesien gebildet unter Einverleibung Ostoberschlesiens sowie angrenzender polnischer Gebiete, die 1939 völkerrechtswidrig vom Deutschen Reich besetzt worden waren (Generalgouvernement für die besetzten polnischen Gebiete).
Am Ende des Zweiten Weltkrieges wurde Oberschlesien 1945 von der Roten Armee erobert und fiel bis auf das Hultschiner Ländchen, welches wieder zur Tschechoslowakei kam, an Polen. Anders als in Niederschlesien gab es im oberschlesischen Industriegebiet aus ethnischen und ökonomischen Gründen keine flächendeckende Zwangsaussiedlung, da viele Einwohner zweisprachig waren, weil sie entweder den schlesischen Dialekt gebrauchten oder in der Zeit zwischen den Weltkriegen in der Woiwodschaft Schlesien (zwangsweise) Polnisch erlernen mussten. Darüber hinaus verfügten viele Oberschlesier über berufliche Qualifikationen, die in der Kohle- und Stahlindustrie nicht kurzfristig ersetzt werden konnten. Wer einen, mehr oder weniger streng gehandhabten, polnischen Sprachtest bestand und als „autochthon“ eingestuft wurde, erhielt ein Bleiberecht. Auch Oberschlesier, die als (allein) deutschsprachig eingestuft wurden, erhielten ein Bleiberecht, wenn sie in wichtigen Industrien arbeiteten. Schließlich wurden von der oberschlesischen Bevölkerung „nur“ etwa 40 % und nicht, wie in Niederschlesien, mehr als 90 %, zwangsausgesiedelt. Insbesondere um Oppeln und Kattowitz blieb daher bis heute eine deutsche Minderheit zurück.
Heute gehört der größte Teil Oberschlesiens zu Polen, das Hultschiner Ländchen zu Tschechien. Die Region ist auch die Heimat der nach den ethnischen Schlesiern (Volkszählung 2002) größten ethnischen Minderheit Polens, der Polendeutschen. Etwa 250.000 Bewohner Schlesiens verfügen neben der polnischen seit 1991 auch über die deutsche Staatsbürgerschaft.

## Gebiet und Bevölkerung
Die Provinz Oberschlesien hatte eine Fläche von 9.702,24 km². Bei der Volkszählung 1925 hatte die Provinz 1.379.278 Einwohner. Knapp 90 % der Bevölkerung waren römisch-katholisch, was eine Besonderheit darstellte, da die Mehrheit im östlichen Deutschland protestantisch war.

### Größte Städte und Gemeinden
Einwohnerzahlen der Städte und Gemeinden in der Provinz Oberschlesien mit mehr als 10.000 Einwohnern.
| Stadt / Gemeinde                                              | Landkreis                  | 1910   | 1925   | 1939    |
| ------------------------------------------------------------- | -------------------------- | ------ | ------ | ------- |
| Beuthen O.S.                                                  | Stadtkreis                 | 51.037 | 62.553 | 100.644 |
| Biskupitz 1927 eingemeindet nach Hindenburg O.S.              | Hindenburg O.S.            | 15.244 | 17.212 |         |
| Bobrek 1928 Zusammenschluss mit Karf zur Gemeinde Bobrek-Karf | Beuthen-Tarnowitz          | 8.200  | 14.389 | 22.377  |
| Cosel                                                         | Cosel                      | 7.840  | 8.190  | 13.075  |
| Gleiwitz                                                      | Stadtkreis                 | 66.981 | 81.178 | 117.666 |
| Groß Strehlitz                                                | Groß Strehlitz             | 5.758  | 6.090  | 11.551  |
| Hindenburg O.S.                                               | ab 1927 eigener Stadtkreis | 63.373 | 72.811 | 126.402 |
| Kreuzburg O.S.                                                | Kreuzburg O.S.             | 11.588 | 12.338 | 11.670  |
| Leobschütz                                                    | Leobschütz                 | 13.394 | 12.673 | 13.426  |
| Miechowitz 1936 umbenannt in Mechtal                          | Beuthen-Tarnowitz          | 9.955  | 14.780 | 16.775  |
| Mikultschütz 1936 umbenannt in Klausberg                      | Beuthen-Tarnowitz          | 13.823 | 17.693 | 20.188  |
| Neisse                                                        | Neisse                     | 31.827 | 32.183 | 37.893  |
| Neustadt O.S.                                                 | Neustadt O.S.              | 18.856 | 16.894 | 17.244  |
| Oppeln                                                        | Stadtkreis                 | 33.907 | 40.875 | 52.806  |
| Ratibor                                                       | Stadtkreis                 | 38.424 | 40.662 | 49.085  |
| Roßberg 1929 eingemeindet nach Beuthen O.S.                   | Beuthen-Tarnowitz          | 20.021 | 23.291 |         |
| Zaborze 1927 eingemeindet nach Hindenburg O.S.                | Hindenburg O.S.            | 27.065 | 29.098 |         |
| Ziegenhals                                                    | Neisse                     | 8.975  | 9.377  | 10.222  |

(jeweils ortsanwesende Bevölkerung, Zahlen von 1910 nach dem Gebietsstand vom 16. Juni 1925, Zahlen von 1925 nach der Volkszählung vom 16. Juni 1925, Zahlen von 1939 nach der Volkszählung vom 17. Mai 1939)

## Verwaltungsgliederung
Ursprünglich bestand die Provinz Oberschlesien nur aus dem Regierungsbezirk Oppeln, aus dem dann 1921 Ost-Oberschlesien als Woiwodschaft Schlesien ausschied und zu Polen kam. Da durch die neue Grenzziehung einige Kreise einen größeren Teil ihres Gebiets verloren hatten, erfolgte 1927 eine Verwaltungsreform, die aus den bisher bestehenden 17 Land- und 5 Stadtkreisen 14 Land- und 6 Stadtkreise schuf.
Im Zweiten Weltkrieg wurden polnische Gebiete, die weit über das nach dem Ersten Weltkrieg abgetretene Ost-Oberschlesien hinausgingen, annektiert und zum Regierungsbezirk Kattowitz zusammengefasst.

### Verwaltungsgliederung Stand 1. Januar 1945

#### Regierungsbezirk Kattowitz
| Stadtkreise - Beuthen O.S. - Gleiwitz - Hindenburg O.S. - Königshütte - Kattowitz - Sosnowitz | Landkreise - Bendsburg - Beuthen-Tarnowitz (Sitz: Tarnowitz) - Bielitz - Kattowitz - Krenau - Ilkenau - Pleß - Rybnik - Saybusch - Teschen - Tost-Gleiwitz (Sitz: Gleiwitz) |

#### Regierungsbezirk Oppeln
| Stadtkreise - Neisse - Oppeln - Ratibor | Landkreise - Blachstädt - Cosel - Falkenberg O.S. - Groß Strehlitz - Grottkau - Guttentag - Kreuzburg O.S. - Leobschütz - Loben (vor 1941: Lublinitz) - Neisse - Neustadt O.S. - Oppeln - Ratibor - Rosenberg O.S. - Warthenau |

### Verwaltungsgliederung heute
Die Provinz wurde 1945 aufgelöst und der Woiwodschaft Schlesien angeschlossen.

## Wirtschaft
Bedingt durch die Teilung hatte die neue Provinz mit erheblichen wirtschaftlichen Schwierigkeiten zu kämpfen. Der größte Teil der Steinkohlen-, Zink- und Bleigruben, sämtliche Eisenerzgruben und Zinkhütten und mehr als die Hälfte aller Hochöfen, Stahl- und Walzwerke waren verlorengegangen. Bis zum 1. Juni 1922 hatten rund 100.000 Deutsche das an Polen abzutretende Gebiet verlassen, und von 1922 bis 1925 wanderten weitere 117.000 Ostoberschlesier ins Reichsgebiet ab, von denen 51.034 in Oberschlesien blieben. Zusätzlich mussten zahlreiche Beamte, die im abgetretenen Gebiet tätig gewesen waren, aufgenommen werden, für die aufgrund der angespannten Wirtschaftslage so schnell keine neuen Stellen geschaffen werden konnten. Nach und nach konnte die neue Provinz mit Hilfe des Reiches und Preußens ihre wirtschaftliche Lage konsolidieren. Vor Ausbruch der Weltwirtschaftskrise von 1929 wurden im oberschlesischen Revier 13 Prozent der gesamten deutschen Steinkohleförderung und 67 Prozent der Zinkerz-Ausbeute gewonnen und weiterverarbeitet. Auch die oberschlesische Landwirtschaft konnte ihre Erträge wesentlich steigern. Der wirtschaftliche Wiederaufstieg gelang wesentlich auch mit Hilfe ausländischer Kreditgeber. Als diese während der Weltwirtschaftskrise ausfielen, mussten das Reich und der Preußische Staat mit der „Osthilfe für die Industrie“ einspringen. Diese Finanzzuwendungen reichten jedoch bei weitem nicht, um die Auswirkungen der Wirtschaftskrise abzufangen. Die Zahl der Arbeitslosen stieg weit über den Reichsdurchschnitt, und die Abwanderung nach Westdeutschland setzte wieder verstärkt ein. Der damit verbundene Verlust an Fachkräften bremste den wirtschaftlichen Wiederaufstieg Oberschlesiens vor dem Zweiten Weltkrieg.

## Politik

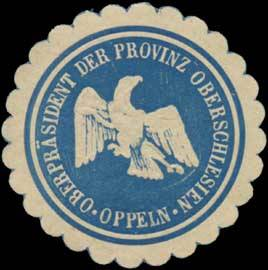
Oberpräsident Oberschlesiens – Siegelmarke

### Oberpräsidenten
Während der Weimarer Republik (1919–1933) gehörten alle Oberpräsidenten entsprechend den politischen Mehrheitsverhältnisverhältnissen der Provinz der Zentrumspartei an. Der erste nationalsozialistische Oberpräsident, Helmuth Brückner, war zuvor Gauleiter von Schlesien gewesen.
- 1919–1922: Joseph Bitta, Zentrum
- 1923–1929: Alfons Proske, Zentrum
- 1929–1933: Hans Lukaschek, Zentrum
- 1933–1934: Helmuth Brückner, NSDAP
- 1935–1938: Josef Wagner, NSDAP
- 1938–1941: Provinz Schlesien
- 1941–1945: Fritz Bracht, NSDAP

### Provinziallandtag
Die dominierende Partei Oberschlesiens war die Zentrumspartei. Bei den drei Provinziallandtagswahlen 1922, 1925 und 1929 erhielt sie jeweils über 40 % der Wählerstimmen. Selbst bei der Provinziallandtagswahl 1933, die schon ganz unter dem Eindruck des nationalsozialistischen politischen Terrors bzw. der Einschüchterung stand, kam sie noch auf ein Drittel der Wählerstimmen. Eine Besonderheit im Parteienspektrum Oberschlesiens war die Existenz einer relativ starken polnischen Partei, der Polnisch-Katholischen Volkspartei (PKV). Eine der Hochburgen der PKV war der Landkreis Oppeln, wo es eine zahlenmäßig starke polnischsprachige Bevölkerungsgruppe gab. Die Volkszählung 1925 ergab hier 127.602 Einwohner, von denen lediglich 33.353 (26,1 %) Deutsch als einzige Sprache sprachen. Bei der Reichstagswahl im Dezember 1924 erhielt die PKV hier 25,7 % der Stimmen. Auch im östlichen Industriegebiet gab es einen höheren polnischsprachigen Bevölkerungsanteil, der jedoch eine starke Tendenz zur Assimilation zeigte. Polnische Parteien gewannen hier weniger als 5 % der Stimmen. Während der drei freien Provinziallandtagswahlen 1922, 1925 und 1929, die in Oberschlesien abgehalten wurden, nahm der relative Stimmenanteil der PKV kontinuierlich ab (9,3 % → 7,2 % → 5,7 %).

#### Wahl 1922
Die Wahl fand am 3. September 1922 statt.
- KPD: 4
- SPD: 8
- DDP: 1
- Polenpartei: 5
- Z: 21
- DVP: 4
- DNVP: 7
- DSP: 2

| Partei | Partei                            | Stimmen | Prozentanteil | Mandate | in %    |
| ------ | --------------------------------- | ------- | ------------- | ------- | ------- |
|        | Zentrum                           | 205.127 | 41,1 %        | 21      | 40,4 %  |
|        | SPD                               | 75.409  | 15,1 %        | 8       | 15,4 %  |
|        | Deutschnationale Volkspartei      | 69.988  | 14,0 %        | 7       | 13,5 %  |
|        | Polnische Katholische Volkspartei | 46.178  | 9,3 %         | 5       | 9,6 %   |
|        | DVP                               | 35.119  | 7,0 %         | 4       | 7,7 %   |
|        | KPD                               | 33.629  | 6,7 %         | 4       | 7,7 %   |
|        | DSP                               | 21.027  | 4,2 %         | 2       | 3,8 %   |
|        | DDP                               | 12.174  | 2,0 %         | 1       | 1,9 %   |
| Gesamt | Gesamt                            | 498.651 | 100,0 %       | 52      | 100,0 % |

#### Wahl 1925
Die Wahl fand am 29. November 1925 statt.
- KPD: 5
- SPD: 5
- DDP: 2
- Polenpartei: 4
- Z: 26
- Schwarz-Weiß-Rot: 12

| Partei | Partei                                       | Stimmen | Prozentanteil | Mandate | in %    |
| ------ | -------------------------------------------- | ------- | ------------- | ------- | ------- |
|        | Zentrum                                      | 194.518 | 48,2 %        | 26      | 48,1 %  |
|        | Wahlvereinigung Schwarz-Weiß-Rot†            | 84.401  | 20,9 %        | 12      | 22,2 %  |
|        | SPD                                          | 34.169  | 8,5 %         | 5       | 9,3 %   |
|        | KPD                                          | 33.750  | 8,4 %         | 5       | 9,3 %   |
|        | Polnische Katholische Volkspartei            | 29.039  | 7,2 %         | 4       | 7,4 %   |
|        | Wirtschaftspartei des deutschen Mittelstands | 9.556   | 2,4 %         | 0       | 0,0 %   |
|        | DDP                                          | 9.254   | 2,3 %         | 2       | 3,7 %   |
|        | Kleinbauern-, Siedler- und Pächterpartei     | 4.504   | 1,1 %         | 0       | 0,0 %   |
|        | Wirtschaftliche Notgemeinschaft              | 4.117   | 1,0 %         | 0       | 0,0 %   |
| Gesamt | Gesamt                                       | 403.308 | 100,0 %       | 54      | 100,0 % |

†) Die „Wahlvereinigung Schwarz-Weiß-Rot“ war ein von der Deutschnationalen Volkspartei dominiertes Parteienbündnis. Weitere Mitglieder waren die Deutsche Volkspartei (DVP), die Deutschsoziale Partei und die Deutschvölkische Freiheitspartei. Teile der DVP distanzierten sich von dem Bündnis aufgrund des von diesem betriebenen aggressiven Wahlkampfstils.

#### Wahl 1929
Die Wahl fand am 17. November 1929 statt.
- KPD: 5
- SPD: 7
- Polenpartei: 3
- Z: 24
- OBB: 3
- CNBL: 3
- DNVP: 10

| Partei | Partei                                          | Stimmen | Prozentanteil | Mandate | in %    |
| ------ | ----------------------------------------------- | ------- | ------------- | ------- | ------- |
|        | Zentrum                                         | 227.285 | 42,2 %        | 24      | 43,6 %  |
|        | DNVP                                            | 93.420  | 17,3 %        | 10      | 18,2 %  |
|        | SPD                                             | 65.474  | 12,2 %        | 7       | 12,7 %  |
|        | KPD                                             | 47.982  | 8,9 %         | 5       | 9,1 %   |
|        | Polnische Katholische Volkspartei               | 30.853  | 5,7 %         | 3       | 5,5 %   |
|        | Christlich-Nationale Bauern- und Landvolkpartei | 25.257  | 4,7 %         | 3       | 5,5 %   |
|        | Oberschlesischer Bürger- und Bauernblock        | 23.454  | 4,4 %         | 3       | 5,5 %   |
|        | NSDAP                                           | 12.498  | 2,3 %         | 0       | 0,0 %   |
|        | Mieterpartei                                    | 10.634  | 2,0 %         | 0       | 0,0 %   |
|        | Kulturbund Osten†                               | 2.019   | 0,4 %         | 0       | 0,0 %   |
| Gesamt | Gesamt                                          | 538.876 | 100,0 %       | 55      | 100,0 % |

†) angeschlossen an die Deutsche Liga für Menschenrechte.

#### Wahl 1933
Die Wahl fand am 12. März 1933 statt.
- KPD: 4
- SPD: 4
- Z: 18
- Kampffront: 5
- NSDAP: 24

| Partei | Partei                                                  | Stimmen | Prozentanteil | Mandate | in %    |
| ------ | ------------------------------------------------------- | ------- | ------------- | ------- | ------- |
|        | NSDAP                                                   | 313.614 | 43,11 %       | 24      | 43,6 %  |
|        | Zentrum                                                 | 242.217 | 33,30 %       | 18      | 32,7 %  |
|        | Kampffront                                              | 60.232  | 8,28 %        | 5       | 9,1 %   |
|        | SPD                                                     | 47.868  | 6,58 %        | 4       | 7,3 %   |
|        | KPD                                                     | 46.353  | 6,37 %        | 4       | 7,3 %   |
|        | Polnische Katholische Volkspartei                       | 14.350  | 1,97 %        | 0       | 0,0 %   |
|        | DVP und Christlich-Nationale Bauern- und Landvolkpartei | 2.804   | 0,39 %        | 0       | 0,0 %   |
| Gesamt | Gesamt                                                  | 727.438 | 100,0 %       | 55      | 100,0 % |

1. ↑  die Zahlenangaben zu den Stimmen entstammen keiner amtlichen Publikation, sondern der Vossischen Zeitung. Sie sind daher möglicherweise ungenau.